# Rasbora
Rasbora è un genere di pesci d'acqua dolce appartenenti alla famiglia Cyprinidae, sottofamiglia Danioninae e comunemente chiamati rasbore.

## Distribuzione e habitat
Queste specie sono diffuse nella maggior parte delle masse d'acqua delle foreste pluviali del Sud-Est asiatico, dove vivono in fiumi e paludi (le cosiddette paludi di torba) con acqua bassa ed abbastanza movimentata, anche se preferiscono nuotare vicino alla riva, dove la vegetazione è più abbondante ed i rami degli alberi ricadono nell'acqua.

## Descrizione

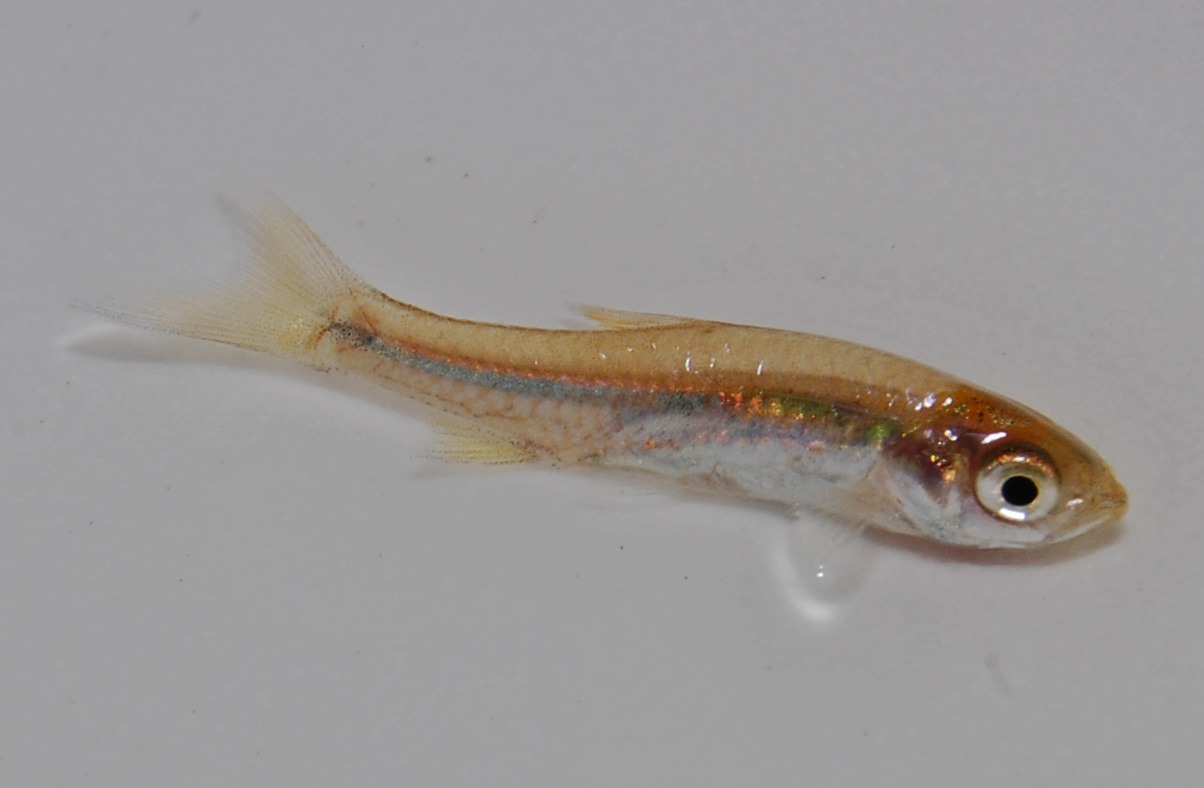
Rasbora argyrotaenia

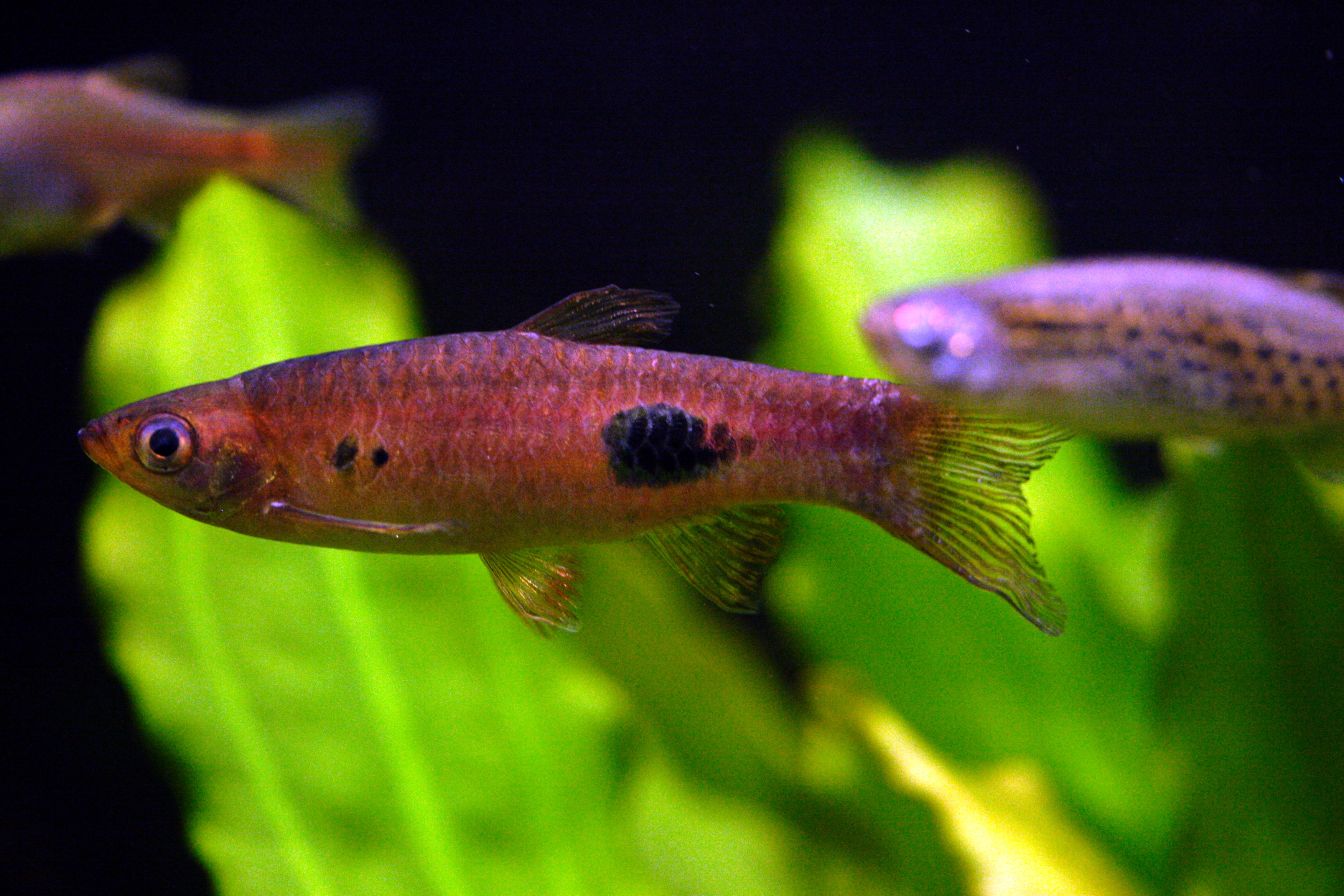
Rasbora kalochroma

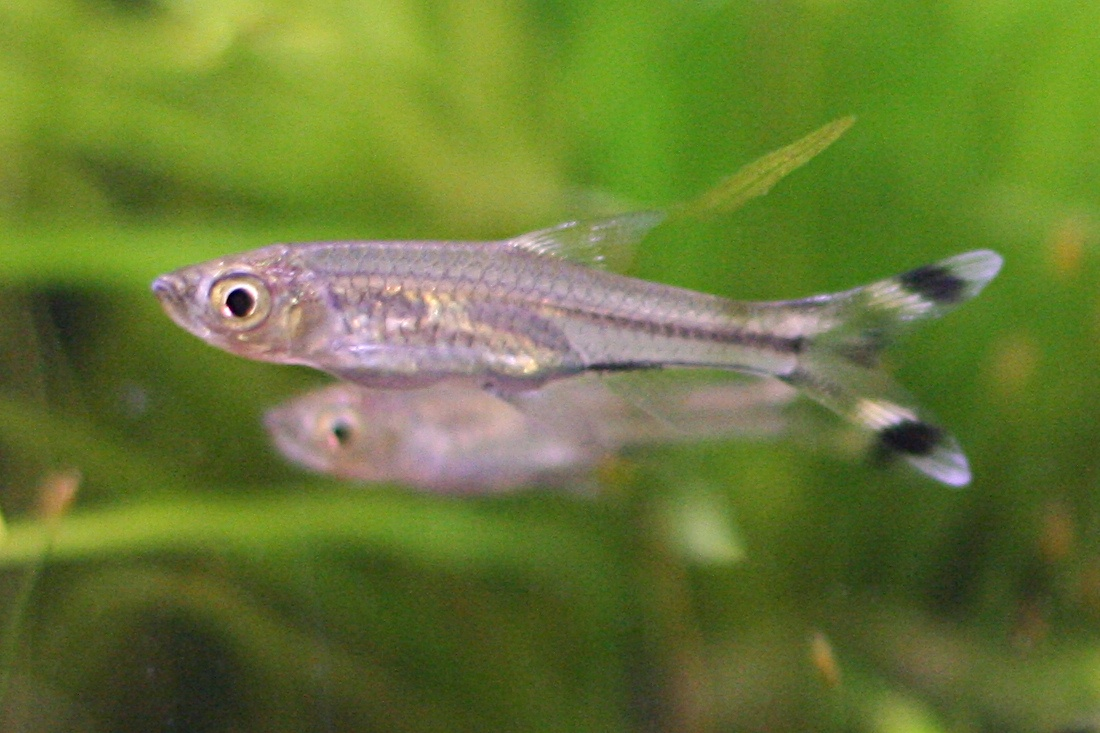
Rasbora trilineata

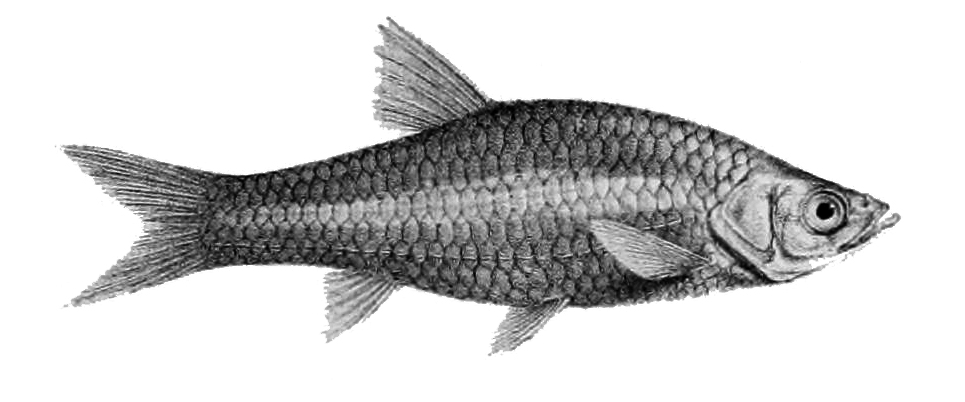
Rasbora daniconius

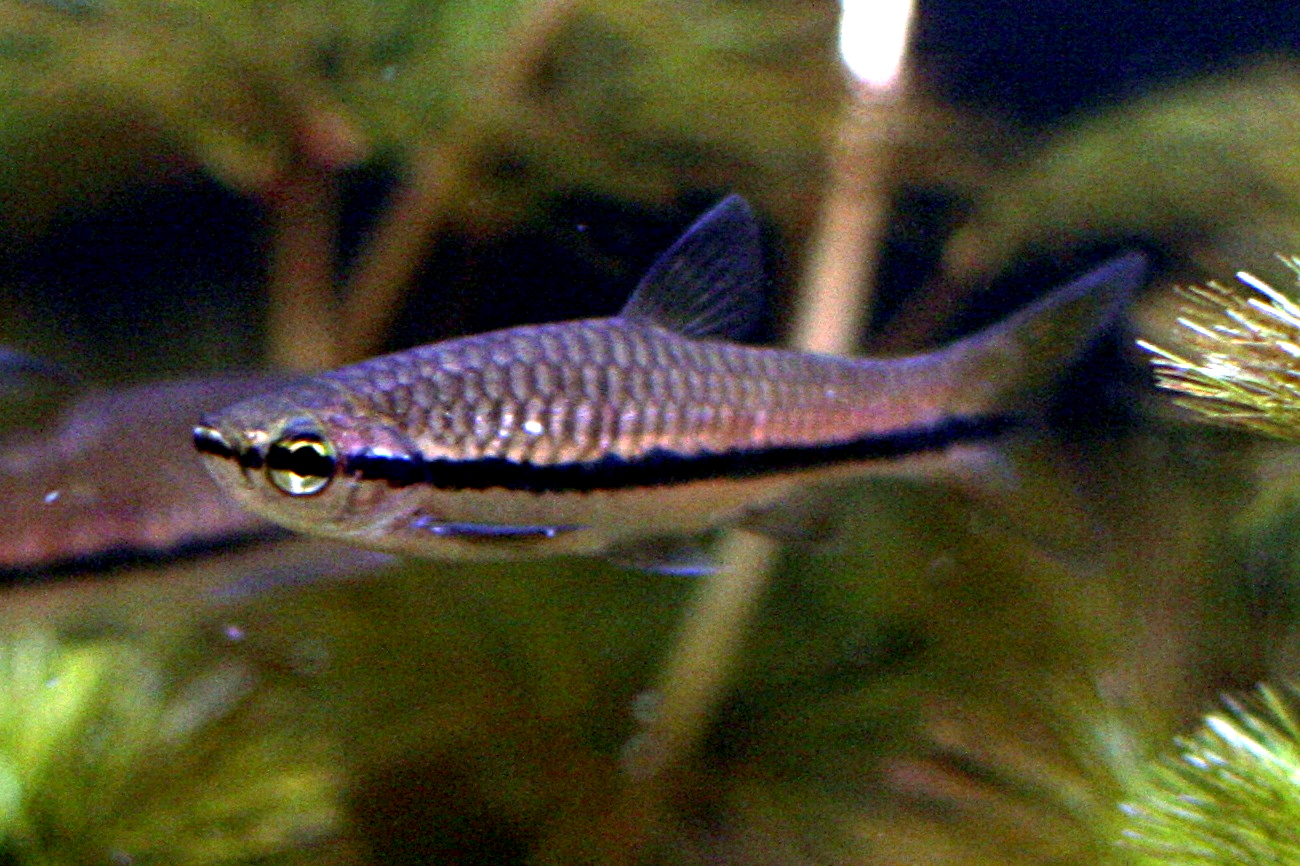
Rasbora einthovenii

Le specie del genere Rasbora presentano un corpo snello ed affusolato, compresso ai fianchi. La livrea li accomuna nel colore di fondo, di colore grigio-argento, ma arricchita da linee scure o parti rosse o gialle, secondo la specie.  Sono pesci di piccole dimensioni, che variano dai 2,7 cm di Rasbora tuberculata ai 20 cm di Rasbora elegans.

## Comportamento
Sono tutti pacifici pesci di branco che formano banchi a partire dai cinque esemplari in su.

## Alimentazione
Onnivore. Si nutrono di zooplancton e insetti.

## Acquariofilia
Molte specie sono diffuse in commercio e allevate in acquario. Gli acquariofili tendono a chiamare comunemente Rasbora anche le specie ora appartenenti al genere Trigonostigma e la specie Pseudorasbora parva. Sono pesci resistenti, si acclimatano facilmente a qualunque tipo di acquario, che rispetti però alcune caratteristiche: prediligono infatti acqua tenera e leggermente acida. È consigliabile aggiungere qualche pianta acquatica per ricreare il loro habitat naturale riccamente vegetato. Devono necessariamente essere allevate in gruppo.

## Specie
In anni recenti il genere Rasbora è stato oggetto di pesanti modifiche tassonomiche: molte specie sono state rinominate per creare un nuovo genere, Trigonostigma (tra cui la Rasbora più conosciuta in campo acquariofilio, Trigonostigma heteromorpha) e aggiunte di nuove; attualmente al genere sono ascritte 87 specie:
- Rasbora amplistriga
- Rasbora api
- Rasbora aprotaenia
- Rasbora argyrotaenia
- Rasbora armitagei
- Rasbora arundinata
- Rasbora atranus
- Rasbora atridorsalis
- Rasbora aurotaenia
- Rasbora baliensis
- Rasbora bankanensis
- Rasbora beauforti
- Rasbora bindumatoga
- Rasbora borapetensis
- Rasbora borneensis
- Rasbora bunguranensis
- Rasbora caudimaculata
- Rasbora caverii
- Rasbora cephalotaenia
- Rasbora chrysotaenia
- Rasbora cryptica
- Rasbora dandia
- Rasbora daniconius
- Rasbora dies
- Rasbora dorsinotata
- Rasbora dusonensis
- Rasbora einthovenii
- Rasbora elegans
- Rasbora ennealepis
- Rasbora everetti
- Rasbora gerlachi
- Rasbora haru
- Rasbora hobelmani
- Rasbora hosii
- Rasbora hubbsi
- Rasbora jacobsoni
- Rasbora johannae
- Rasbora kalbarensis
- Rasbora kalochroma
- Rasbora kluetensis
- Rasbora kobonensis
- Rasbora kottelati
- Rasbora labiosa
- Rasbora lacrimula
- Rasbora lateristriata
- Rasbora laticlavia
- Rasbora leptosoma
- Rasbora maninjau
- Rasbora meinkeni
- Rasbora microcephalus
- Rasbora myersi
- Rasbora naggsi
- Rasbora nematotaenia
- Rasbora nodulosa
- Rasbora notura
- Rasbora ornata
- Rasbora patrickyapi
- Rasbora paucisqualis
- Rasbora paviana
- Rasbora philippina
- Rasbora rasbora
- Rasbora reticulata
- Rasbora rheophila
- Rasbora rubrodorsalis
- Rasbora rutteni
- Rasbora sarawakensis
- Rasbora semilineata
- Rasbora septentrionalis
- Rasbora spilotaenia
- Rasbora steineri
- Rasbora subtilis
- Rasbora sumatrana
- Rasbora tawarensis
- Rasbora taytayensis
- Rasbora tobana
- Rasbora tornieri
- Rasbora trifasciata
- Rasbora trilineata
- Rasbora truncata
- Rasbora tubbi
- Rasbora tuberculata
- Rasbora vaillantii
- Rasbora vietnamensis
- Rasbora volzii
- Rasbora vulcanus
- Rasbora vulgaris
- Rasbora wilpita